# Hiiu
Hiiu (Hiiu vald) era un comune dell'Estonia nel nord-ovest dell'isola di Hiiumaa. Apparteneva amministrativamente alla contea di Hiiumaa.
Il comune è stato creato nell'ottobre 2013 con la fusione dei comuni di Kärdla e Kõrgessaare in una nuova unità amministrativa. La sede del comune era nella città di Kärdla.
Nel 2017, tutti i comuni di Hiiumaa si sono fuse per formare il nuovo comune rurale di Hiiumaa.